# Santa Gemma Galgani a Monte Sacro

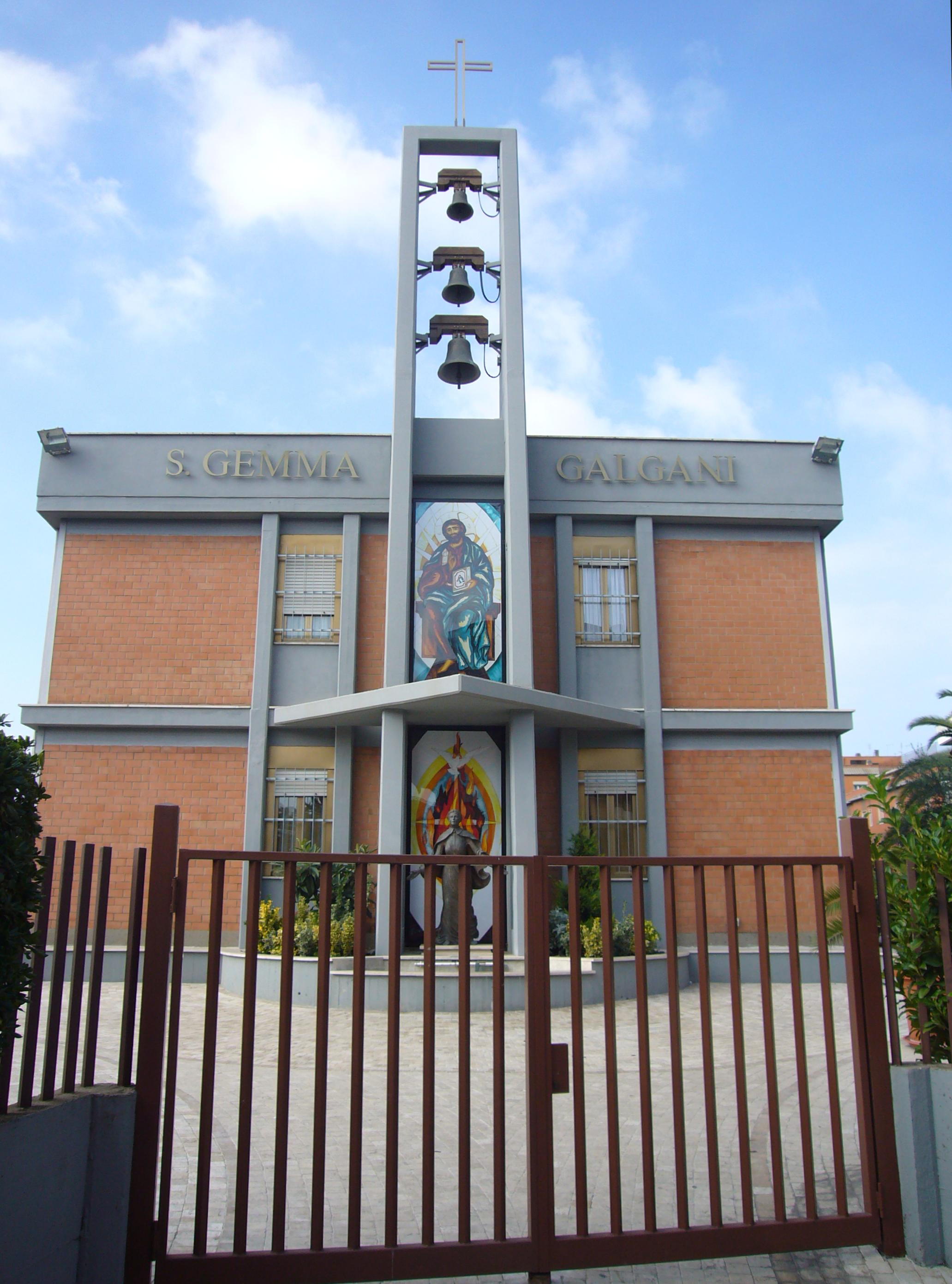
Vista de um dos edifícios anexos da igreja.

Santa Gemma Galgani é uma igreja de Roma localizada na Via Monte Meta, 1, no quartiere Monte Sacro. É dedicada a Santa Gemma Galgani. Instituída Santa Gemma Galgani (título cardinalício) em 30 de setembro de 2023 pelo Papa Francisco.

## História
A paróquia homônima da qual esta igreja é sede foi erigida em 10 de setembro de 1975 através do decreto Paterna sollicitudine do cardeal-vigário Ugo Poletti. A igreja propriamente dita foi construída com base num projeto de Aldo Aloysi e inaugurada pelo próprio Poletti em 19 de junho de 1988. Em 30 de janeiro de 1994, ela recebeu uma visita do papa São João Paulo II. 

## Descrição
Externamente, a igreja se apresenta como um edifício baixo composto de um conjunto sobreposto de paralelepípedos e cilindros de concreto. Na fachada está a inscrição dedicatória: "D.O.M. in hon. S. Gemmae Galgani A.D. MCMLXXXVIII". Particular é o campanário, uma estrutura em concreto armado com três sinos sobrepostos inserida em um dos lados do edifício (de frente para a Viale Adriatico), com dois mosaicos e uma estátua de Santa Gemma.
O interior, de planta central, representa, além da imagem da santa titular, dois trípticos, um representando a "Ascensão de Jesus" e  outro, "Nascimento, Batismo e Ressurreição".